# Kim Gellert
Kim Gellert (Schreiber, 31 dicembre 1954) è un allenatore di hockey su ghiaccio ed ex hockeista su ghiaccio canadese, che ha giocato per tutta la sua carriera nel campionato italiano.

## Carriera

### Giocatore
Dopo l'università (ha giocato, tra il 1973 e il 1976 in NCAA con la squadra della Lake Superior State University), si trasferì infatti in Italia. La sua prima squadra furono i veneti dell'Alleghe Hockey (due stagioni, 1976-77 e 1977-78).
Cambiò poi numerose volte maglia: Diavoli Milano (1978-79), HC Gardena (tre stagioni, tra il 1979-80 e il 1981-82), AS Mastini Varese Hockey (1982-83 e 1983-84), Asiago Hockey AS (1984-85), HC Milano Saima (tre in serie B, dal 1985-86 al 1987-88 ed una in serie A, 1988-89), HC Alaska Milano (in A2, 1989-90), SHC Fassa (1990-91) ed infine nuovamente Varese (1991-92).
Nel suo palmarès da giocatore figurano due scudetti, vinti entrambi col Gardena, mentre la sua maglia numero 20 fu ritirata dal Milano.

### Allenatore
Ha intrapreso poi la carriera da allenatore. Ha allenato dapprima l'SG Milano Saima (1993-94 e 1994-95), poi - quando la stagione successiva la squadra fu sciolta - nell'HC Milano 24. Fu allontanato dal presidente dopo poche partite di campionato, nel dicembre del 1995, per motivi disciplinari: il pullman che doveva portare la squadra a Bolzano per un incontro di campionato rimase coinvolto in un grave incidente ed i giocatori rifiutarono categoricamente di proseguire. L'allenatore, schieratosi dalla loro parte, venne ritenuto colpevole di indisciplina e sollevato dall'incarico. Lo sostituì Rico Rossi.
Dal 2005 è tornato in Nord America: ha lavorato come Skills Coach nello staff dei Kelowna Rockets, squadra della WHL (2005-2017), ed è stato uno scout per i Buffalo Sabres, franchigia della National Hockey League (2006-2015).
Dal 2016 è scout per conto dei New York Rangers.

## Vita privata
Il figlio Alex è a sua volta un giocatore di hockey su ghiaccio. La figlia Michela ha invece sposato il nazionale canadese Tyler Myers.

## Palmarès

### Giocatore

#### Club
- Campionato italiano: 2

Gardena: 1979-1980, 1980-1981